# TerreStar Corporation
TerreStar Corporation (TSTR), anteriormente Motient Corp (MNCP - 2000-2007) e American Mobile Satellite Corp. (AMSC - 1988-2000), era o acionista controlador da TerreStar Networks Inc. e TerreStar Global Ltd., e acionista da SkyTerra Communications.
A TerreStar Networks foi uma empresa com sede em Reston, Virginia, que operava sistemas de telecomunicações integrados via  satélite e terrestres. A empresa declarou falência em 2010 e agora é de propriedade da Dish Network.
A XM Satellite Radio é um spin off da American Mobile Satellite Corp.

## Satélites
| Satélite    | Fabricante          | Data do lançamento  | Veiculo de lançamento | Estado | Nota                                   |
| ----------- | ------------------- | ------------------- | --------------------- | ------ | -------------------------------------- |
| TerreStar 1 | Space Systems/Loral | 01 de julho de 2009 | Ariane 5 ECA          | Ativo  | Atual EchoStar T1                      |
| TerreStar 2 | Space Systems/Loral | Não foi lançado     |                       |        | Antigo EchoStar T2, atual EchoStar XXI |